# Санта (филм, 1932)
Санта (на испански: Santa) е мексикански игрален филм от 1932 г., базиран на едноименния роман от Федерико Гамбоа. Считан за първия пълнометражен озвучен филм, произведен в страната, режисиран от Антонио Морено. В главните роли са Лупита Товар и Карлос Ореяна. Световната премиера на лентата е на 30 март 1932 г. в Сан Антонио.

## Сюжет
Санта е скромна жена с необичайна красота, която живее в Чималистак, квартал в южната част на град Мексико. Мъжете я забелязват заради нейната красота, така е и с войника Марселино, който ѝ изневерява и след това изоставя. Санта остава сама, защото заради безчинствата на Марселино семейството ѝ я отхвърля и тя е изгонена от квартала. За да оцелее, тя е принудена да работи в публичен дом. Заради падението си Санта се превръща в цинична и нещастна жена. В публичния дом тя става част от любовен триъгълник, тъй като е влюбена в тореадора Хараменьо, който я презира, но също така е тайно обичана от местния сляп пианист Иполито.

## Актьори
- Лупита Товар – Санта
- Карлос Ореяна – Иполито
- Хуан Хосе Мартинес Касадо – Хараменьо
- Доналд Рийд – Марселино
- Мими Дерба – Доня Елвира
- Антонио Фраусто – Фабиан
- Росита Ариага – Майката на Санта
- Хоакин Бускетс – Естебан
- Фелисиано Руеда – Пияница
- Хорхе Пеон – Хенарио
- Алберто Марти – Приятелят на Хараменьо
- Рикардо Карти – Лекарят
- София Алварес – Проститутка
- Роса Кастро – Проститутка
- Нена Бетанкур – Певицата